# Antiphonale

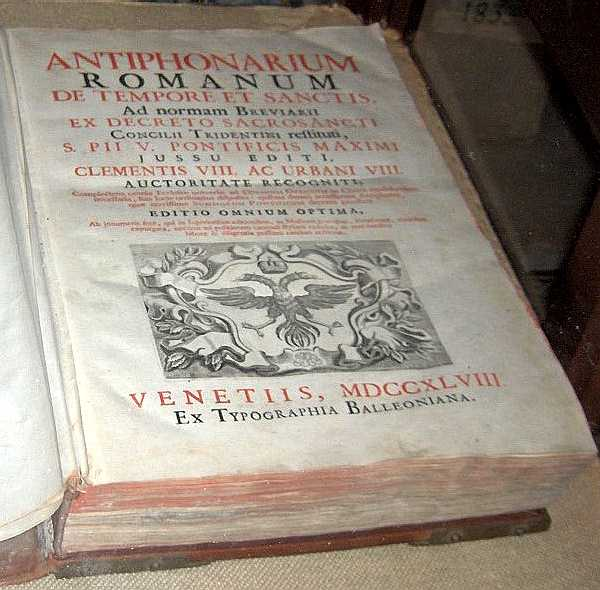
Gedrucktes Antiphonar, Venedig 1748

Seite aus dem Antiphonale monasticum von 1934, Offizium von Christi Himmelfahrt

Ein Antiphonale, auch Antiphonarium oder Antiphonar (frühneuhochdeutsch auch Antiffner), ist ein liturgisches Buch für das Stundengebet der Kirche. Es enthält die Melodien und Texte aller Gesänge des Stundengebets, die Antiphonen, von denen die Bezeichnung des Buches abgeleitet ist, die zugehörigen Psalmen, Responsorien und Hymnen, die nach dem Kirchenjahr angeordnet sind.
Das Antiphonale dient der geistlichen Chorgemeinschaft für den gemeinsamen Wechselgesang des Stundengebets. Die mittelalterlichen Antiphonalia wurden in Buchform großen Formats, meist auf Pergament, in zwei oder mehr Exemplaren geschrieben; diese Exemplare wurden auf beiden Seiten des Chores aufgestellt, sodass auf jeder Seite jeweils mehrere Konventsmitglieder aus einem einzigen Antiphonale singen konnten. Neben dem Antiphonarium Romanum bzw. dem Antiphonale zum Stundengebet gibt es auch eigene Antiphonarien verschiedener Orden, etwa das von den Benediktinern der Abtei Solesmes herausgegebene Antiphonale monasticum, das Antiphonarium Cisterciense des Zisterzienserordens oder früher das Antiphonale Romano-Seraphicum der Franziskaner. Ein bedeutsames historisches Exemplar ist das nach Hartker von St. Gallen benannte, auf die Zeit zwischen 993 und 997 datierte Hartker-Antiphonar.
Die Entsprechung des Antiphonales für die Feier der Heiligen Messe ist das Graduale, eine zwischen 1896 und 1964 in zahlreichen Auflagen erschienene Kombination von Graduale und Antiphonale war der Liber Usualis. Gelegentlich werden auch Bücher mit Messgesängen als Antiphonale bezeichnet, z. B. das Deutsche Meßantiphonale von Heinrich Rohr oder das Antiphonale Missarum Sextuplex, eine wissenschaftliche Synopse von 6 historischen Missalien.
Im übertragenen Sinn wird der Begriff Antiphonale auch in der evangelischen Kirche für ein Chorbuch mit den liturgischen Gesängen des Stundengebetes in der Tradition des gregorianischen Gesangs gebraucht, so etwa beim Alpirsbacher Antiphonale der Kirchlichen Arbeit Alpirsbach.

## Ausgaben
- Antiphonale (pars hiemalis). Werden a. d. Ruhr, Benediktinerabtei St. Liudger. MS-D-23 (1487) Digitalisat, MS-D-24 [15. Jh., 4. Viertel] Digitalisat
- Antiphonale zum Stundengebet. Hrsg. von den Liturgischen Instituten Trier, Salzburg, Zürich, in Zusammenarbeit mit den Mönchen der Abtei Münsterschwarzach. Musikalische Bearbeitung: Rhabanus Erbacher, Godehard Joppich, 7. Auflage, Freiburg (Breisgau) [u. a.]: Herder-Verlag; Münsterschwarzach: Vier-Türme-Verlag 1996 ISBN 3-451-20020-1 (Herder)
- Antiphonale Romano-Seraphicum pro horis diurnis. Desclée, Paris/Tournai 1928.
- Antiphonale monasticum (Liturgia horarum in cantu Gregoriano ad usum Ordinis Sancti Benedicti), Solesmes/Münsterschwarzach, 2005. ISBN 978-2-85274-266-6
- Antiphonale Romanum I. In Dominicis et Festis. Ad Laudes cum Invitatoriis, Abbaye de Solesmes, 2020. ISBN 978-1-64060-702-6
- Antiphonale Romanum II. Ad Vesperas in dominicis et festis, Abbaye de Solesmes, 2009. ISBN 978-2-85274-338-0